# انعدام الأجفان
انعدام الأجفان (بالإنجليزية: Ablepharia أو ablepharon) هو اضراب خلقي يؤدي إلى غياب أو صغر في حجم الأجفان، كما في حالة متلازمة شدق انعدام الأجفان.
كما يمكن أن يكون انعدام الأجفان مكتسبا كما في حالات الإصابات الحروق والتعرض لحرق بمادة كيميائية.